# Munna Bhai: Lachen macht gesund
Munna Bhai: Lachen macht gesund (Originaltitel: Munna Bhai M.B.B.S.) ist eine indische Filmkomödie von Rajkumar Hirani aus dem Jahr 2003.

## Handlung
Munna ist ein indischer Gangsterboss, der dies seinen Eltern verschweigt. Stattdessen erzählt er ihnen, dass er Arzt sei. Als sie ihm ankündigen, ihn zu besuchen und ihn bei der Arbeit sehen wollen, gestaltet er, wie bereits wiederholt in der Vergangenheit geschehen, ein Gebäude zu einem Krankenhaus um. Seine Eltern sind zunächst begeistert von seiner angeblichen Arbeit, bemängeln aber, dass Munna noch immer nicht verheiratet ist. Während des Aufenthalts trifft Munnas Vater einen alten Bekannten, Dr. Asthana. Er ist Chefarztes eines renommierten indischen Krankenhauses und bildet dort neben seinen Tätigkeiten als Arzt auch die zukünftigen Ärzte aus. Seine Tochter Chinki arbeitet dort auch als Arzt und ist, wie auch Munna, noch nicht verheiratet. Beide kennen sich aus Kindszeiten, haben sich aber seit dem nicht mehr gesehen. Die Väter beschließen, ihre Kinder zu verheiraten. Vor dem ersten Treffen findet Dr. Asthana jedoch den Betrug heraus und stellt Munna vor seinen Eltern bloß. Die Heirat wird abgesagt und die schwer von Munna enttäuschten Eltern reisen ab.
Munna beschließt nun, wirklich Medizin zu studieren, um Arzt zu werden, seine Eltern damit zu beeindrucken und die Tochter Dr. Asthanas zu heiraten, um sich damit bei ihm zu rächen. Anstatt sich nun aber auf ehrlichem Wege den Titel MBBS, den Bachelor of Medicine, Bachelor of Surgery, zu erarbeiten, unterstützt ihn seine Gangsterbande dabei, mit unlauteren Mitteln seinem Ziel näher zu kommen: So lässt er beispielsweise einen kompetenten Facharzt mehrfach entführen, um Prüfungen zu bestehen. Allgemein wird er schnell aggressiv und gewalttätig, wenn ihm etwas nicht passt. So sind Skurrilitäten, wie das Anliefernlassen einer eigenen Leiche von seiner Bande, weil er bei der Obduktion kaum etwas sehen kann, an der Tagesordnung.

## Auszeichnungen

### Apsara Film Producers Guild Awards 2004
- Bester Debütdirektor (Rajkumar Hirani)
- Bester Schnitt (Rajkumar Hirani)

### Awards of the International Indian Film Academy 2004
- Award for Technical Excellence
  - Bestes Drehbuch (Rajkumar Hirani, Lajan Joseph und Vidhu Vinod Chopra)
  - Bester Dialog (Abbas Tyrewala)
  - Bester Schnitt (Rajkumar Hirani)
- Popular Award
  - Beste Leistung in einer komischen Rolle (Boman Irani)

### Bollywood Awards 2004
- Sensationellster Schauspieler (Sanjay Dutt)

### Filmfare Awards 2004
- Bester Darsteller einer komischen Rolle (Sanjay Dutt)
- Bestes Drehbuch (Rajkumar Hirani, Lajan Joseph und Vidhu Vinod Chopra)
- Bester Dialog (Abbas Tyrewala)
- Bester Film (Rajkumar Hirani)

### Screen Weekly Awards 2004
- Beste Darstellung in einer komischen Rolle (Boman Irani)

### Zee Cine Awards 2004
- Popular Award
  - Beste Darstellung einer komischen Rolle (Boman Irani)
  - Bester Debütdirektor (Rajkumar Hirani)
- Technical Award
  - Beste Kinematographie (Binod Pradhan)
  - Bester Dialog (Abbas Tyrewala)